# Eleanor Rigby
„Eleanor Rigby“ je píseň britské skupiny The Beatles, jejíž autorství je připsáno dvojici Lennon/McCartney, přestože ji napsal sám Paul McCartney. Vyšla v srpnu 1966 na singlu s dvojitou A-stranou společně s „Yellow Submarine“. Ve stejné době rovněž vyšla na albu Revolver. Píseň později nahrálo mnoho jiných umělců, mezi něž patří Vanilla Fudge, Chick Corea nebo Al Di Meola. Skladba byla pojmenována podle skutečné osoby. Eleanor Rigby je pohřbena na hřbitově u kostela Sv. Petra ve Wooltonu.

## Obsazení
- Paul McCartney – zpěv, doprovodné vokály
- John Lennon – doprovodné vokály
- George Harrison – doprovodné vokály
- Tony Gilbert – housle
- Sidney Sax – housle
- John Sharpe – housle
- Juergen Hess – housle
- Stephen Shingles – viola
- John Underwood – viola
- Derek Simpson – violoncello
- Norman Jones – violoncello

## České coververze
- Pod původním názvem s textem Eduarda Krečmara ji v roce 1968 nazpíval Pavel Sedláček
- Pod původním názvem s textem Aleše Brichty ji v roce 1995 natočila skupina Arakain